# ایرانیان نیوزیلند
در مجموع رقم تقریبی ایرانیان که بعضاً نیوزیلندی ‌ها هم به‌طور غیر رسمی به آن اشاره دارند، حدود ۸۰۰۰ نفر تخمین زده می‌ شود که عمدتاً در بزرگترین شهر کشور یعنی آوکلند ساکن هستند. دیگر مراکز جمعیتی ایرانی شهرهای کرایست چرچ، دنیدن(جزیره جنوبی)، ولینگتون و همیلتون (جزیره شمالی) هستند.

## تاریخچه
می توان گفت با بروز وقایع زیر موجی از ایرانیان را به نیوزیلند سرازیر شده اند:
- انقلاب اسلامی ایران: بهائیان
- جنگ ایران و عراق: کردها و نظامیان سرباز زده
- جنبش سبز ایران: پناهجویان سیاسی
- پدیده فرار مغزها از ایران: متخصصین
- اخذ اقامت از طریق تحصیل

## وضعیت زندگی
بیشتر ایرانیان نیوزلند (حدود ۷۲٪) در منطقه آوکلند زندگی می‌کنند. متوسط سن آنها ۳۵/۲ سال است. متوسط درآمد سالانه هر فرد ایرانی-نیوزلندی بالای ۱۵ سال معادل ۲۷٬۱۰۰ دلار نیوزیلند است. ۵۱/۵٪ ایرانیان استرالیا مدرک کارشناسی و بالاتر دارند. از نظر دینی ۳۶٫۹٪ بی‌دین، ۳۱٫۴٪ مسلمان، ۸٫۱٪ مسیحی، ۱۲٫۴٪ پیرو سایر دین‌ها و ۱۱٪ نیز اظهار ننموده‌اند.

## جمعیت به تفکیک استان
جدول زیر تعداد ایرانیان مقیم به تفکیک استان های نیوزیلند می باشد. یعنی ایرانیانی که دارای کارت شهروندی نیستند شمارش نشده اند. بنابراین ایرانیانی که در کشورهای دیگر ( عمدتا خود نیوزیلند، استرالیا، ترکیه و ...) متولد شده باشند یا ایرانیانی که هنوز کارت شهروندی نگرفته اند در سرشماری محسوب نشده اند.
به علاوه بسیاری از شهروندان افغانستان، عراق، ترکیه، پارسیان هند ایرانی تبار و فارسی زبان هستند که تعدادشان در نیوزیلند بیشتر از شهروندان ایرانی است.
| نام استان         | تراکم ایرانیان در صد هزار نفر | تعداد ایرانیان |
| ----------------- | ----------------------------- | -------------- |
| آوکلند            | ۱۷۲                           | ۲۴۲۱           |
| ولینگتون          | ۴۸                            | ۲۲۲            |
| کنتربری           | ۴۳                            | ۲۲۸            |
| اوتاگو            | ۳۵                            | ۶۹             |
| وایکاتو           | ۲۳                            | ۹۰             |
| مانواتو-وانگانویی | ۲۲                            | ۴۸             |
| خلیج فراوانی      | ۲۲                            | ۵۷             |
| نلسون             | ۲۰                            | ۹              |
| تاراناکی          | ۱۴                            | ۱۵             |
| خلیج هاوک         | ۱۰                            | ۱۵             |
| سرزمین شمالی      | ۱۰                            | ۱۵             |
| تاسمان            | ۷                             | ۳              |
| سرزمین جنوبی      | ۴                             | ۳              |
| گیزبورن           | ۰                             | ۰              |
| مارلبرو           | ۰                             | ۰              |
| ساحل غربی         | ۰                             | ۰              |
| جزایر فرعی        | ۰                             | ۰              |

## افراد سرشناس
- گلریز قهرمان
- رسول امانی